# Carsten Lekutat
Carsten Lekutat (* 1971 in West-Berlin) ist ein deutscher Arzt und Medienunternehmer.

## Leben
Nach dem Medizinstudium in Berlin und der Facharztausbildung zum Facharzt für Allgemeinmedizin in der Charité Berlin, dem Deutschen Herzzentrum Berlin und mehreren Arztpraxen, ließ sich Lekutat im Jahr 2000 in eigener Praxis nieder. Die Arztpraxis wurde 2002 zur Lehrpraxis der Charité akkreditiert und im Jahre 2006 zum Hausarztzentrum in Tegel umgewandelt, das Lekutat leitet.  
Lekutat promovierte 1998 an der Humboldt-Universität in Berlin.
Lekutat ist verheiratet, das Ehepaar hat zwei Töchter. Seine Tätigkeit im deutschen Fernsehen begann Lekutat im Jahre 2001 beim Sat.1-Frühstücksfernsehen und im Magazin Akte – Reporter kämpfen für Sie. Von 2006 bis 2007 moderierte er wöchentlich Beiträge im Fernsehmagazin „Sat.1 am Mittag“ unter dem Titel „Der Gesundmacher“. Nach der Einstellung des Formates konzentrierte sich Lekutat auf die Tätigkeit als Medienproduzent für Fernsehen und neue Medien. Im Jahre 2011 trat er erneut selbst als Fernseharzt in die Öffentlichkeit bei Servicezeit und Der Vorkoster. Von 2012 bis 2013 war er Moderator der Sendung Der Gesundmacher im WDR-Fernsehen. Ab August 2012 moderierte er zusätzlich das Gesundheitsmagazin Fit & gesund sowie das englischsprachige Magazin In Good Shape  auf dem Sender DW-TV sowie Ende 2013 die Sendung Raus aus dem Stress im WDR-Fernsehen.
Ab 2014 war Lekutat mit seiner Bühnenshow Auch Hypochonder müssen sterben! auf Deutschlandtour. Von 2015 bis 2023 moderierte er die Fernsehsendung Hauptsache gesund im MDR Fernsehen. Sein Bühnenprogramm heißt seit 2018 Wie Kekse Ihr Leben retten können.

## Publikationen
- Halbwahrheiten der Medizin. GU-Verlag, 2013, ISBN 978-3833833977.
- Zwischen Leber und Milz passt immer ein Pils: Rezeptfreie Geschichten aus der Hausarztpraxis. Piper-Verlag, 2013, ISBN 978-3492303798.
- The Out-Of-Hour Companion - A Bilingual Survival Guide For German Locum GPs. Norderstedt, 2006, ISBN 978-3833448959.